# Plinia cerrocampanensis
Plinia cerrocampanensis är en myrtenväxtart som beskrevs av Barrie. Plinia cerrocampanensis ingår i släktet Plinia och familjen myrtenväxter. Inga underarter finns listade i Catalogue of Life.